# Secrétaire d'État aux Affaires, à l'Innovation et aux Compétences
Le secrétaire d'État aux Affaires, à l'Innovation et aux Compétences (en anglais : Secretary of State for Business, Innovation and Skills, communément appelé Business Secretary) est un secrétaire d'État entre 2009 et 2016 au Royaume-Uni. Il est placé à la tête du département des Affaires, de l'Innovation et des Compétences.

## Historique
Le poste de secrétaire d'État aux Affaires, à l'Innovation et aux Compétences est créé le 5 juin 2009 lors d'un remaniement du gouvernement de Gordon Brown. Il résulte de la fusion des fonctions du secrétaire d'État aux Affaires, aux Entreprises et aux Réformes réglementaires — successeur du secrétaire d'État au Commerce et à l'Industrie — et du secrétaire d'État à l'Innovation, à l'Enseignement supérieur et aux Compétences. Il prend la direction du département des Affaires, de l'Innovation et des Compétences (Department for Business, Innovation and Skills, BIS).
Il disparaît lors de l'accession au pouvoir de Theresa May le 14 juillet 2016, lorsqu'elle l'associe avec le secrétaire d'État à l'Énergie et au Changement climatique pour créer le siège de secrétaire d'État aux Affaires, à l'Énergie et à la Stratégie industrielle.

### Liste
| Nom | Nom             | Nom | Dates du mandat | Dates du mandat | Parti politique | Gouvernement |
| --- | --------------- | --- | --------------- | --------------- | --------------- | ------------ |
|     | Peter Mandelson |     | 5 juin 2009     | 11 mai 2010     | Labour          | Brown        |
|     | Vince Cable     |     | 12 mai 2010     | 8 mai 2015      | LibDem          | Cameron I    |
|     | Sajid Javid     |     | 11 mai 2015     | 13 juillet 2016 | Conservateur    | Cameron II   |